# Aristocypha aino
Aristocypha aino là loài chuồn chuồn trong họ Chlorocyphidae. Loài này được Hämäläinen et al mô tả khoa học đầu tiên năm 2009.